# 曹志刚
曹志刚（1939年—），男，浙江鄞县人，中国通信专家，曾任清华大学电子工程系教授，博士生导师，微波与数字通信国家重点实验室副主任。